# Агриђенто (округ)
Округ Агриђенто (итал. Provincia di Agrigento) је округ у оквиру покрајине Сицилија у јужном Италији. Седиште округа и највеће градско насеље је истоимени град Агриђенто.
Површина округа је 3.042 км², а број становника 454.930 (2008. године).

## Природне одлике
Округ Агриђенто чини јужни део острва и историјске области Сицилија. Он се налази у југозападном делу државе, са изласком на Средоземно море на југу. Уз море се налази плодан и насељен приморски део. Северна половина округа је планинска - планине Сичани и Монте деле Розе.
Округу Агриђенто припадају и Пелагијска острва, положена јужно, ка обали Либије.

## Становништво
По последњим проценама из 2008. године у округу Агриђенто живи преко 450.000 становника. Густина насељености је велика, око 150 ст/км². Приморски делови округа су најбоље насељени, посебно око града Агриђента. Планински део на северу је ређе насељен и слабије развијен.
Поред претежног италијанског становништва у округу живе и известан број досељеника из свих делова света.

## Општине и насеља
У округу Агриђенто ји 43 општине (итал. Comuni).
Најважније градско насеље и седиште округа је град Агриђенто (59.000 ст.) у јужном делу округа. Други по величини је град Шака (41.000 ст.) у западном делу округа.